# Cixius lata
Cixius lata är en insektsart som beskrevs av Tsaur 1991. Cixius lata ingår i släktet Cixius och familjen kilstritar. Inga underarter finns listade i Catalogue of Life.